# Austrolebias bellottii
Cá lê Argentina (Danh pháp khoa học: Austrolebias bellottii) là một loài cá trong chi Austrolebias của họ Rivulidae. Chúng là loài có khả năng diệt bọ gậy tốt.

## Đặc điểm
Chúng là một trong những loại cá sống quanh năm tại Nam Mỹ và châu Phi. Loại cá này rất có hiệu quả diệt bọ gậy muỗi ở các thùng đấu, những nơi khô cạn tạm thời cũng như các cánh đồng cỏ mọc được tưới nước mà những nơi này các loài cá khác không sống được. Chúng không sinh sản được ở môi trường nước ổn định mà chỉ có mặt ở những môi trường nước mà cứ vài ba tháng hoặc ít nhất là một năm nước cạn một lần. Trứng cá sống được trong thời kỳ nước rút, trứng sẽ bị vùi vào đất và có thể được tích tụ lại, sau đó nó di chuyển đi và tản ra vào những chỗ ẩm ướt. Trứng sẽ nở ra vài giờ sau khi gặp nước.